# Sibirjak
Sibirjak (in russo Сибиряк?, traducibile come "il siberiano") è una tratta ferroviaria che collega Berlino e la gran parte delle metropoli russe con l'ausilio di varie carrozze dirette, e che coinvolge cinque nazioni quali Germania, Polonia, Bielorussia, Russia e Kazakistan.
Nell'ambito delle relazioni ferroviarie che interessano i paesi dell'Unione europea esso compie il percorso in assoluto più lungo nella tratta Berlino-Novosibirsk (5.130 km, seguito dal Berlino-Astana), seguendo gran parte del tracciato della ferrovia Transiberiana e sconfinando dall'Europa in Asia. Il servizio ferroviario è stato interrotto il 14 dicembre 2013 a causa della mancanza di domanda.

## Caratteristiche

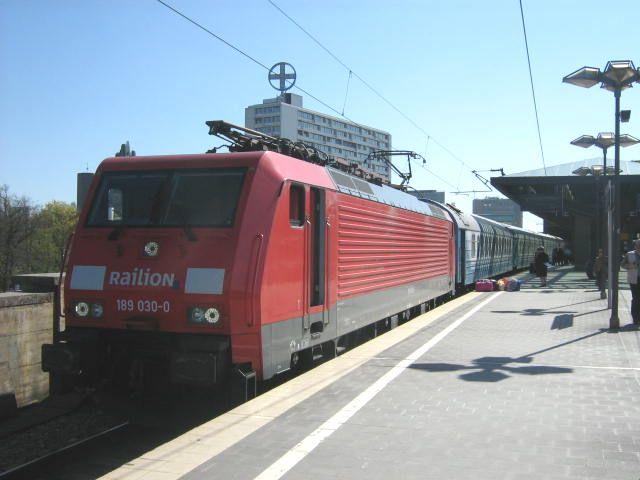
Locomotore a Berlino Giardino Zoologico

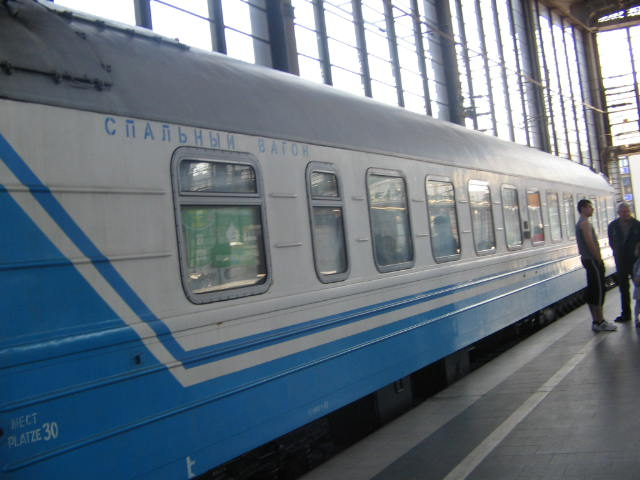
Vagone a Berlino Giardino Zoologico

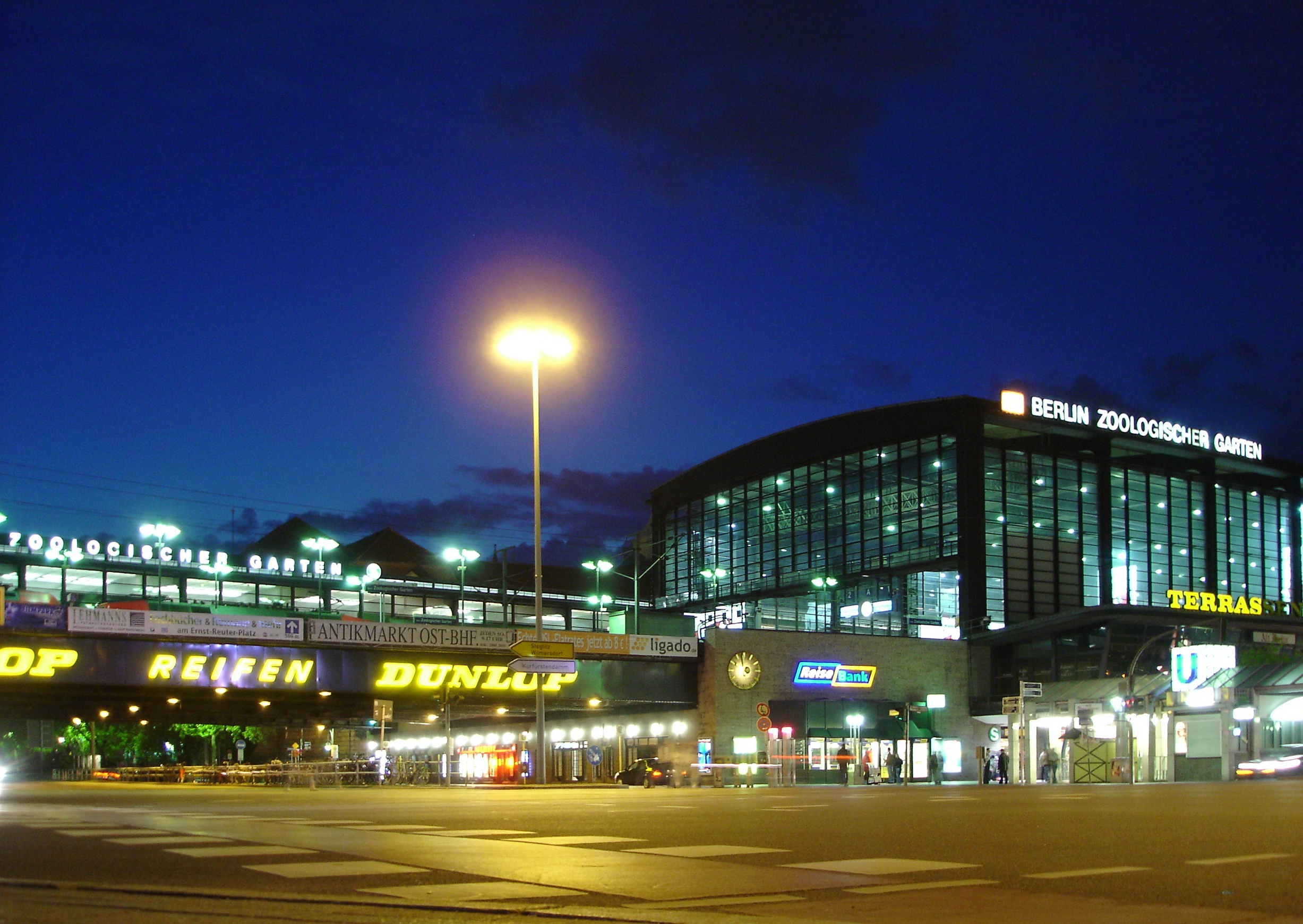
Stazione di Berlino Giardino Zoologico

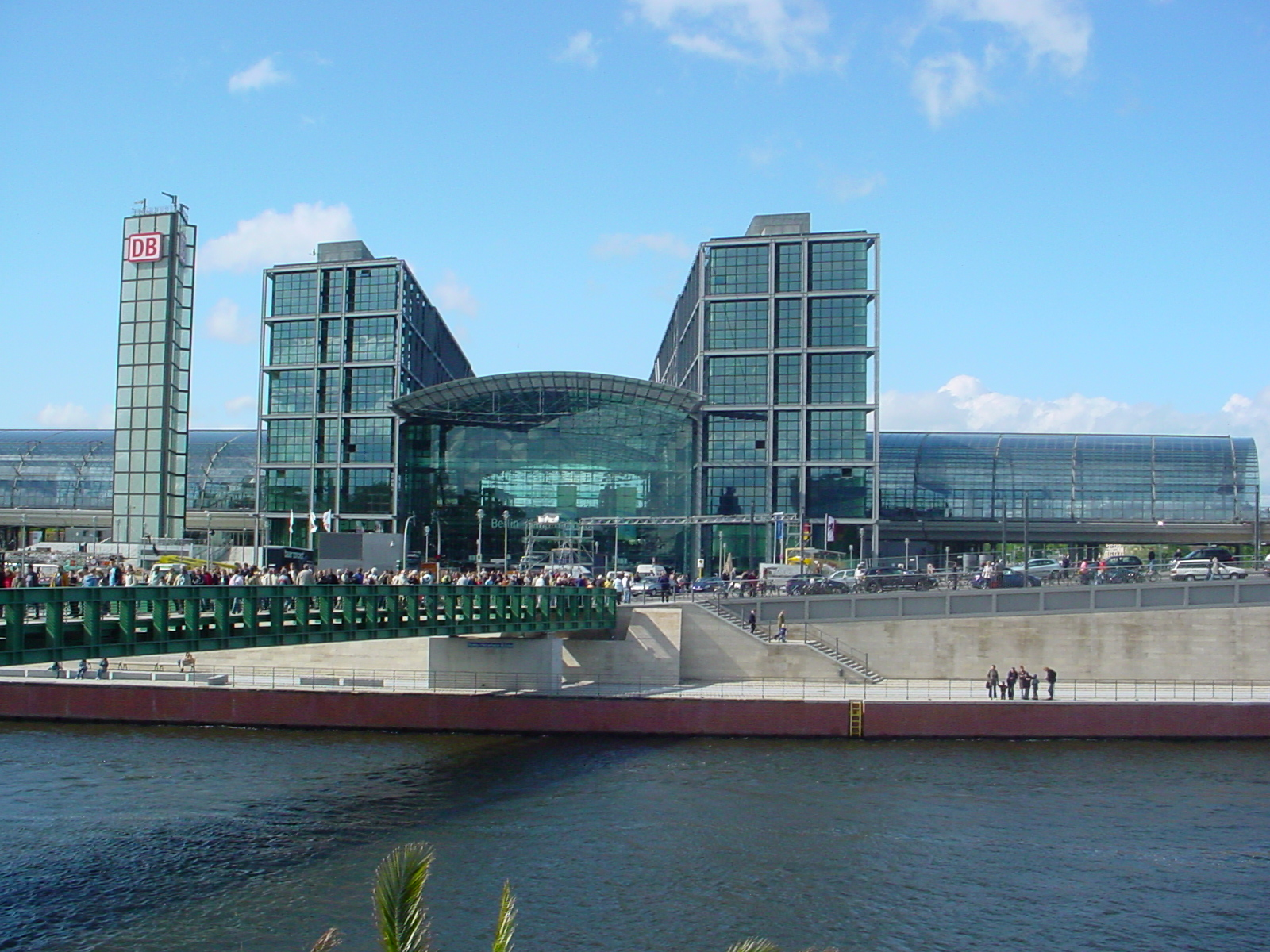
Stazione di Berlino Centrale

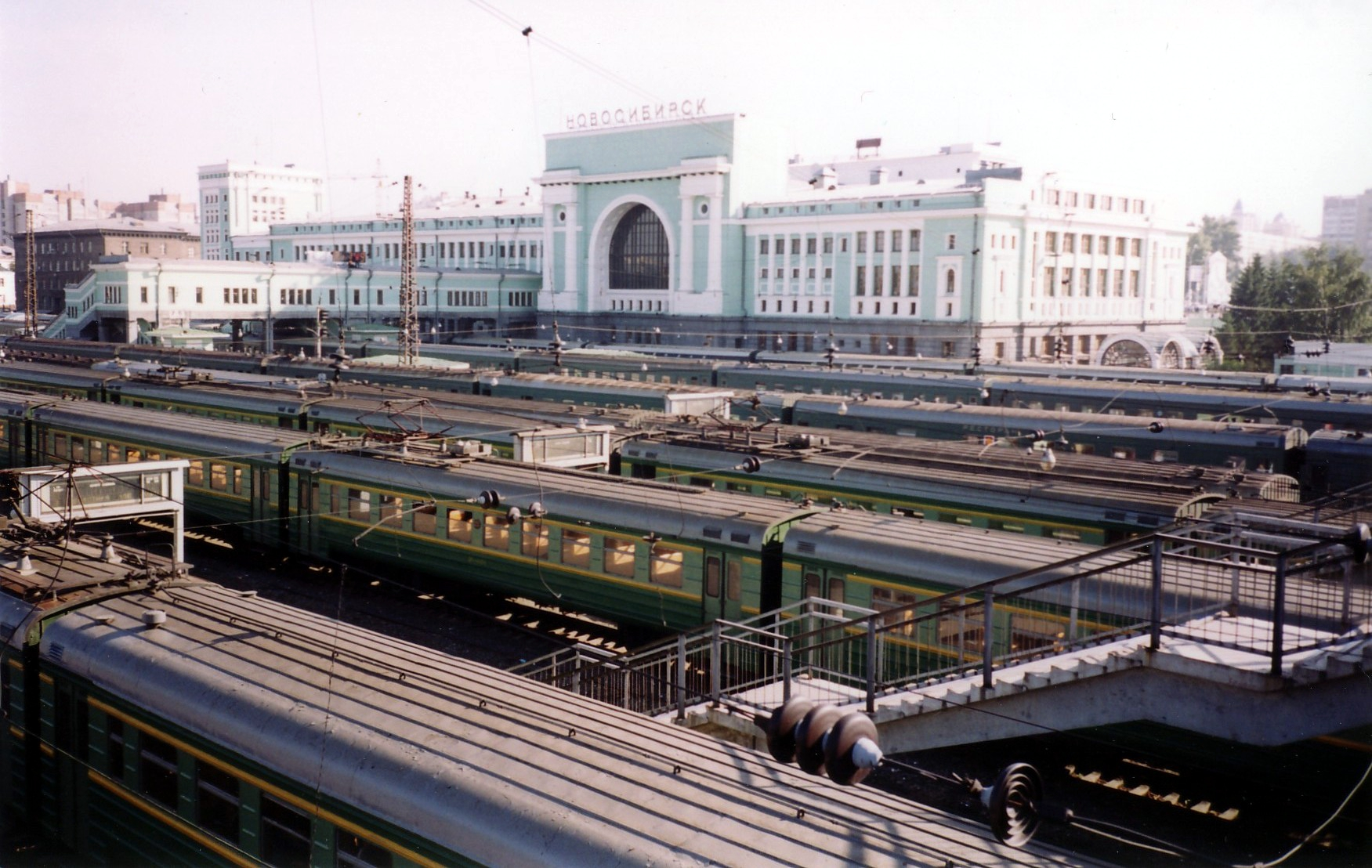
Stazione di Novosibirsk

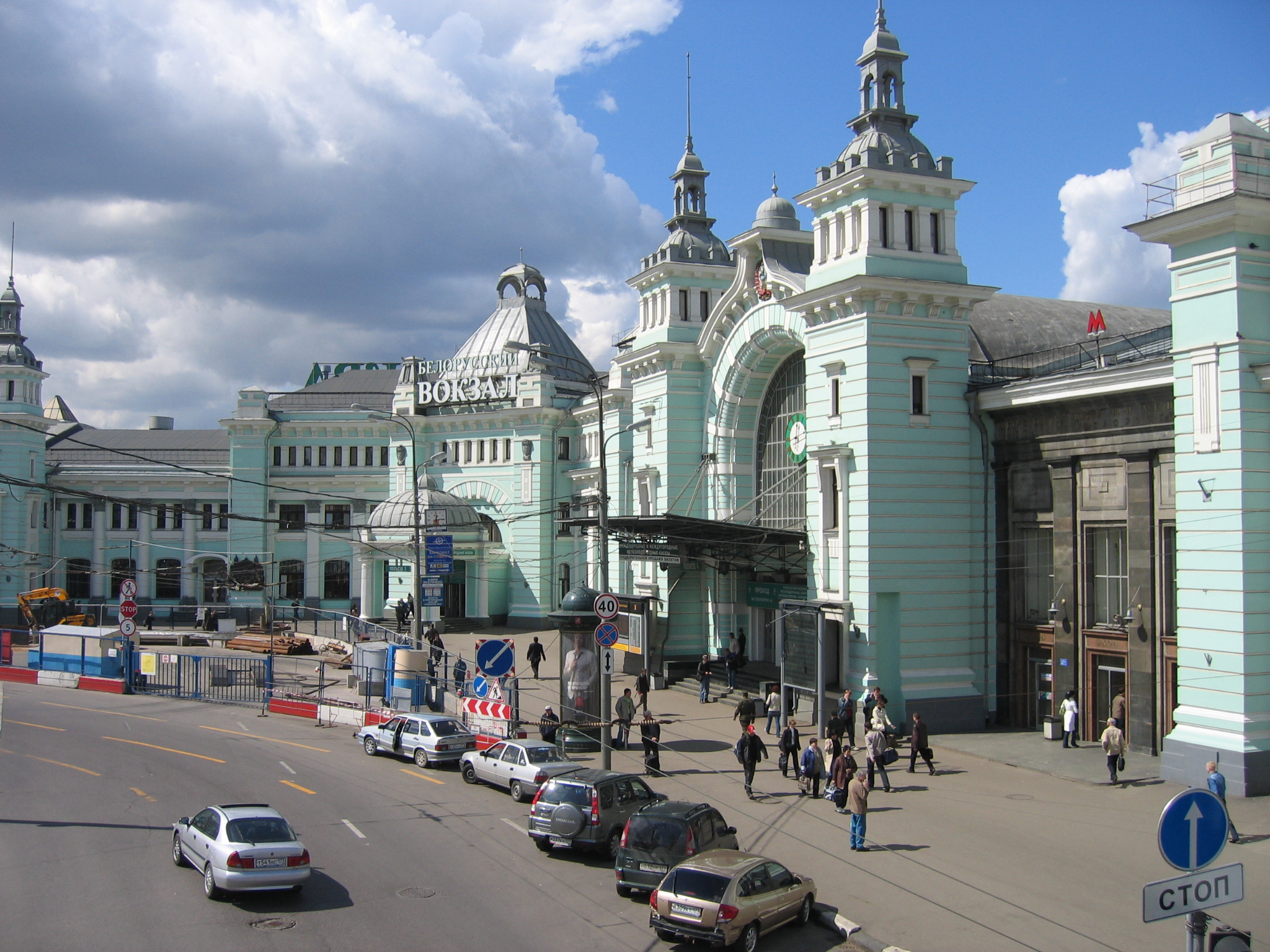
Stazione Belorusskij

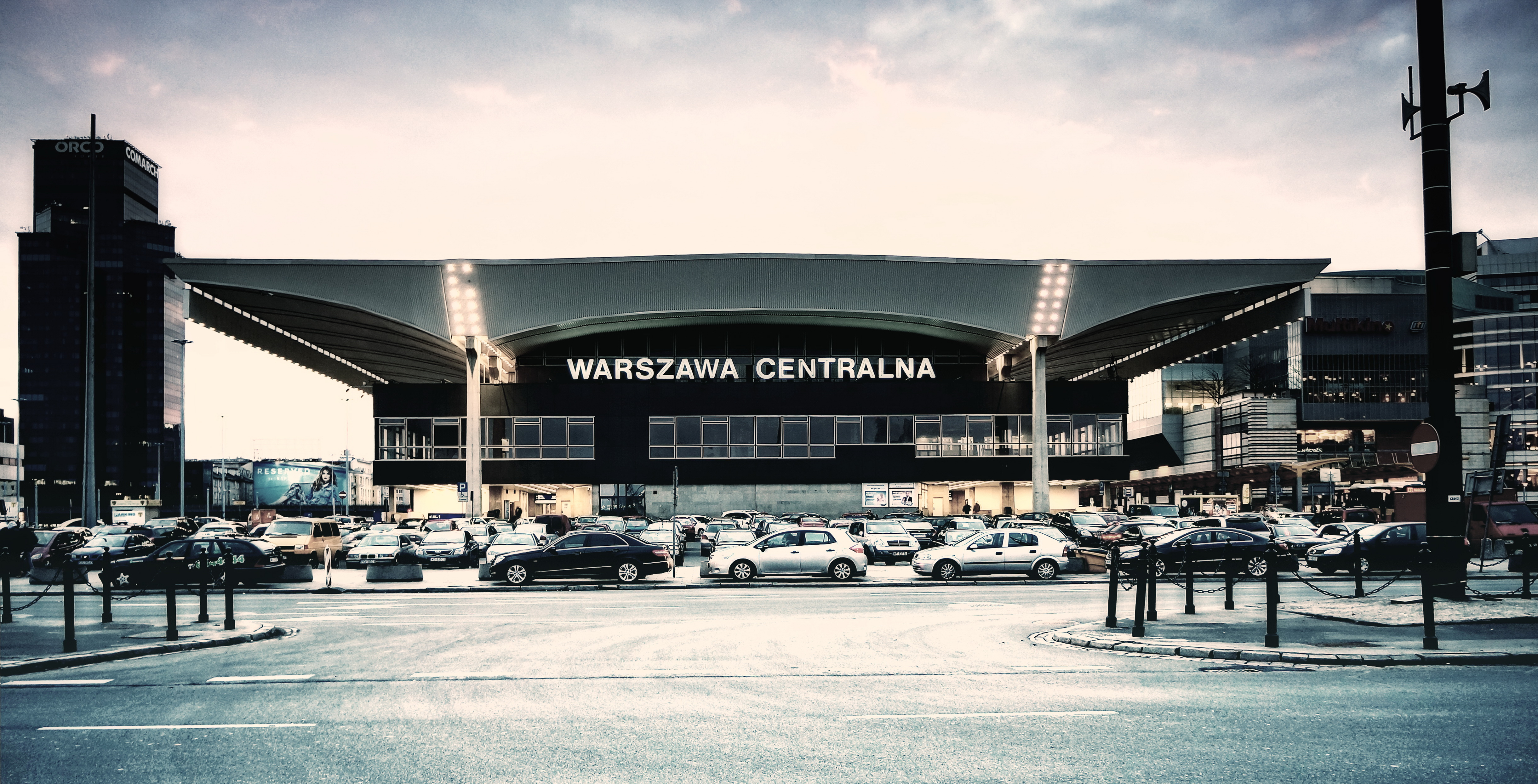
Stazione di Varsavia Centrale

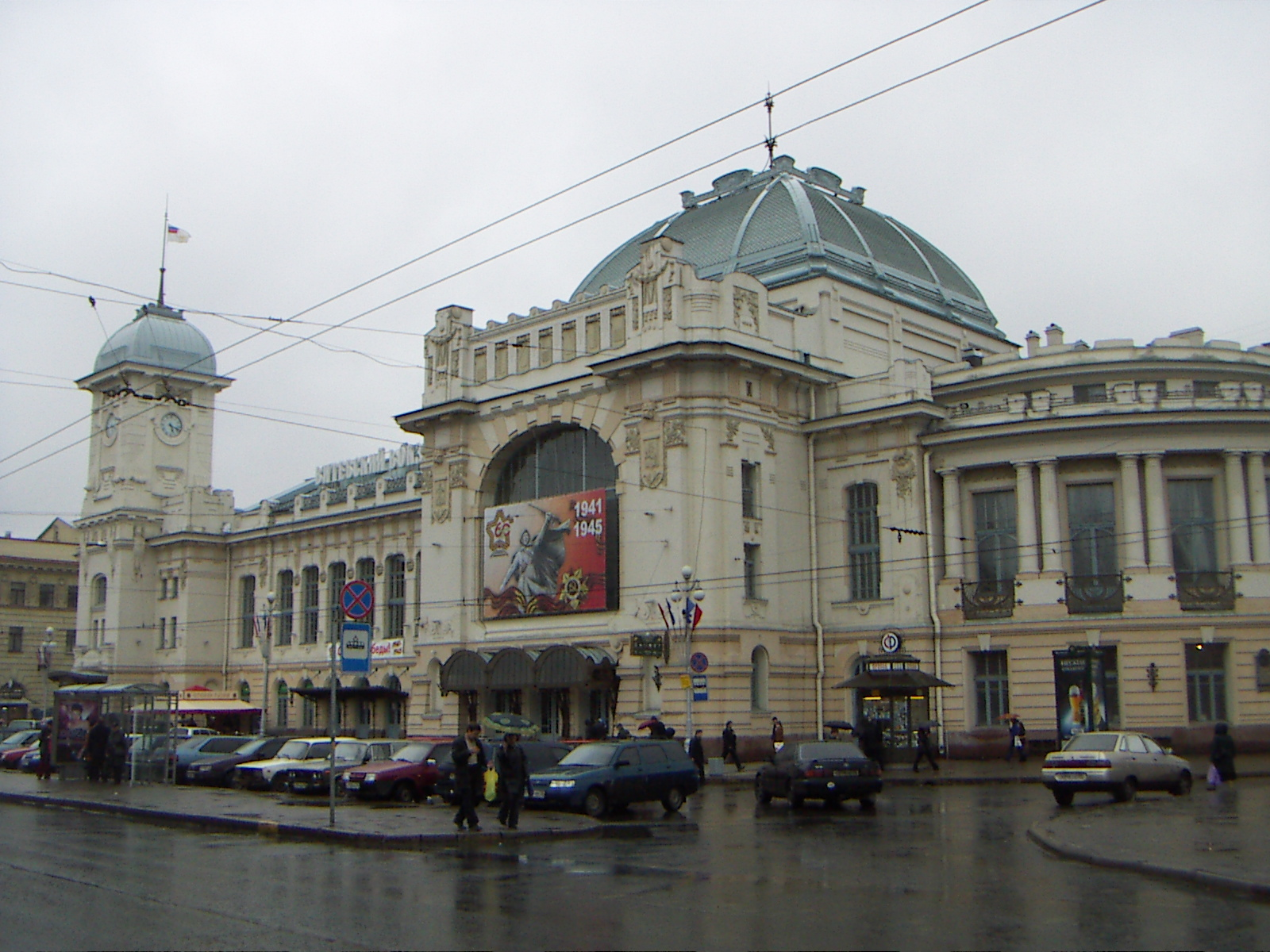
Stazione di Peterburg Vitebskaja

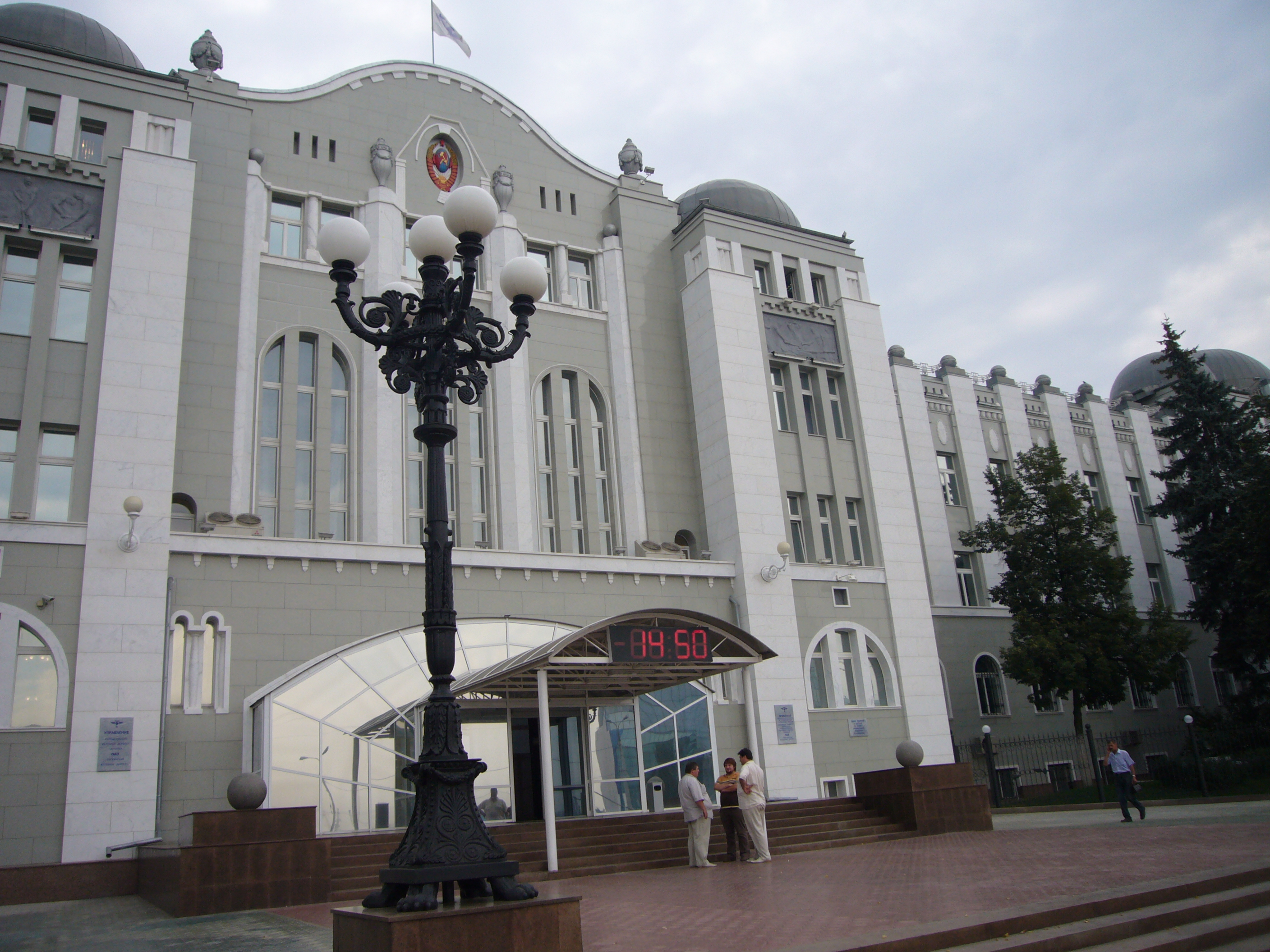
Stazione di Samara Tsentralnaja

Il convoglio, che parte dalla stazione di Berlino Giardino Zoologico, e ferma anche alla stazione di Berlino Centrale e a Berlin Ostbahnhof, prosegue lungo Polonia e Bielorussia lungo la linea per Varsavia e Minsk, dopo la cui stazione comincia a dividersi in varie carrozze dirette. Conta un totale di 8 diramazioni, ed oltre a quella per Novosibirsk, le altre 7 raggiungono San Pietroburgo, Mosca, Kazan', Čeljabinsk, Ufa, Astana (in Kazakistan) e Adler, centro alla periferia di Soči.
Il convoglio arriva a Berlino ogni sabato alle 9:12 per poi ripartire alle 15:16. Sugli orari ferroviari viene indicata la destinazione di Saratov in quanto principale, dalla quale si distaccano poi i convogli per Samara ed Ufa, oltre che verso Astana.
Fino ai primi anni 2000 il treno partiva dalla stazione di Berlin-Lichtenberg, all'epoca scalo principale berlinese per l'Europa orientale. Dall'agosto del 2008 è stata introdotta una variante periodica al tracciato berlinese che riporterà a Lichtenberg il treno, il quale si attesterà al capolinea Berlino-Gesundbrunnen, scalo aperto nel 2006. Tale variante è stata prevista nel periodo compreso fra i mesi di agosto e di novembre.

## Tracciato

### Introduzione
Il convoglio, prima di distaccarsi in vari tronchi, compie un percorso unico da Berlino a Minsk, nel quale percorso ferma a Francoforte sull'Oder, Rzepin, Poznań, Varsavia (Centralna e Wschodnia), Terespol, Brėst e Baranoviči. A Minsk il convoglio viene separato in tre tronchi: un tronco verso San Pietroburgo/Ufa/Astana/Adler; un secondo tronco Novosibirsk, Čeljabinsk e Kazan'; più il terzo verso Mosca, la cui tratta con Berlino è effettuata anche negli altri giorni.

Fino alla città di Orša tutti e 3 i convogli compiono un percorso comune, laddove le carrozze in direzione siberiana fermano anche a Žodzina e Barysaŭ, poi da lì si distacca il treno periodico per San Pietroburgo. Il resto dei tronchi prosegue in direzione di Mosca sulla via Smolensk-Vjazma, e quello siberiano circumnaviga la capitale russa per giungere a Nižnij Novgorod, dove si diramano alcune carrozze dirette verso Kazan'. Proseguendo sul tracciato transiberiano la successiva diramazione di carrozze dirette (verso Čeljabinsk) avviene ad Ekaterinburg. Da li il treno prosegue verso Novosibirsk via Omsk.

Il troncone meridionale, superata l'area a sud di Mosca, prosegue per Rjazan' e poi Mičurinsk, laddove le carrozze verso Ufa ed Astana si separano da quelle verso Adler. Le prime proseguono via Tambov fino a Saratov, laddove il treno effettua una sosta di circa 7 ore per poi veder ripartire i due tronconi: uno verso Ufa via Samara e l'altro in Kazakistan verso Astana, via Oral, Orenburg e Orsk. Le carrozze in direzione delle coste del mar Nero proseguono per Voronež, Rostov sul Don, Krasnodar e Soči, fino a giungere ad Adler, cittadina sobborgo di Soči vicina alla frontiera russa con l'Abcasia (Georgia). A causa della guerra abkhazo-georgiana e della chiusura delle frontiere, l'ipotesi di un prolungamento in Georgia e Azerbaigian del percorso del treno, sebbene ipotizzato, non è stato possibile. Esso avrebbe dovuto continuare verso Baku via Sukhumi-Tbilisi-Gəncə.

### Schema
| Capolinea               | Attraversamenti principali                                                                            | Lunghezza (in km) | Tempo |
| ----------------------- | --- | ----------------- | ----- |
| Berlino-San Pietroburgo | Poznań-Varsavia-Brėst-Minsk-Vicebsk                                                                   | 2.284             | 36:12 |
| Berlino-Mosca           | Poznań-Varsavia-Brėst-Minsk-Smolensk                                                                  | 1.978             | 28:40 |
| Berlino-Novosibirsk     | Poznań-Varsavia-Brėst-Minsk-Smolensk- Vladimir-Nižnij Novgorod-Kirov-Perm'- Ekaterinburg-Tjumen'-Omsk | 5.130             | 89:18 |
| Berlino-Čeljabinsk      | Poznań-Varsavia-Brėst-Minsk-Smolensk- Vladimir-Nižnij Novgorod-Kirov-Perm'-Ekaterinburg               | 3.892             | 72:28 |
| Berlino-Kazan'          | Poznań-Varsavia-Brėst-Minsk- Smolensk-Vladimir-Nižnij Novgorod                                        | 2.836             | 50:54 |
| Berlino-Ufa             | Poznań-Varsavia-Brėst-Minsk-Smolensk- Rjazan'-Tambov-Saratov-Samara                                   | 3.871             | 72:06 |
| Berlino-Astana          | Poznań-Varsavia-Brėst-Minsk-Smolensk- Rjazan'-Tambov-Saratov-Oral-Orenburg                            | 4.300             | 99:15 |
| Berlino-Adler           | Poznań-Varsavia-Brėst-Minsk-Smolensk- Rjazan'-Voronež-Rostov sul Don-Krasnodar-Soči                   | 3.643             | 63:58 |

### Descrizione
Qui riportato un sunto caratteristico di ogni tracciato. La parte comune Berlino-Minsk non viene riscritta in quanto già trattata nell'introduzione.
- Berlino-San Pietroburgo: questa tratta ha valenza periodica e rimane sospesa per alcuni mesi. Il convoglio per S.Pietroburgo, dopo un primo distacco del tronco siberiano a Minsk, prosegue senza fermate fino ad Orša, sempre in Bielorussia, dove si distacca dal tronco meridionale del convoglio. Di qui prosegue verso Vicebsk, poi entra in Russia nell'oblast' di Pskov a Novosokol'niki, prosegue per Dno e si attesta a San Pietroburgo nella stazione Peterburg Vitebskaja.
- Berlino-Mosca: questa tratta ha cadenza giornaliera ed il sabato i convogli vengono compresi nel Sibirjak. Il distacco dei convogli diretti alla capitale russa avviene a Minsk, laddove il treno prosegue, sul tracciato Barysaŭ-Orša-Smolensk, per attestarsi alla stazione Belorusskij di Mosca. Periodicamente viene integrata nella tratta Euronight Amsterdam-Mosca[12].
- Berlino-Novosibirsk: questa tratta compie il tracciato in assoluto più lungo fra tutti i treni interessanti i paesi UE (5.130 km), pur avendo una durata di tempo minore rispetto alla tratta verso Astana. Staccati i convogli dal tronco meridionale a Minsk, questi proseguono verso Orša, Smolensk e Vjaz'ma, laddove eludendo la capitale russa proseguono per Vladimir e Nižnij Novgorod, laddove si dipartono carrozze dirette per Kazan'. Successivamente il treno prosegue per Kirov, Perm' ed Ekaterinburg, dalla cui stazione si dirama l'ultimo tronco di carrozze dirette verso Čeljabinsk. Da li il treno prosegue Tjumen', Omsk e si attesta a Novosibirsk dopo 3 giorni e mezzo di viaggio.
- Berlino-Čeljabinsk: questa tratta, identica alla Berlino-Novosibirsk fino ad Ekaterinburg, prosegue da quest'ultima con alcune carrozze dirette verso la vicina Čeljabinsk, fermando solo a Kamensk-Ural'skij. Per durata oraria è il terzo transito dopo quelli per Astana e Novosibirsk.
- Berlino-Kazan: questa tratta, identica alla Berlino-Novosibirsk fino a Nižnij Novgorod, prosegue da quest'ultima con alcune carrozze dirette. Periodicamente Kazan' viene interessata come stazione sul tracciato per Novosibirsk, laddove il tracciato Vjazma-Ekaterinburg esclude Novgorod, Kirov e Perm.
- Berlino-Ufa: questa tratta, parte del tronco meridionale distaccato in Bielorussia a Minsk, prosegue verso Orša, Smolensk e Vjazma per poi deviare a sud verso Rjazan' e poi Mičurinsk (nell'oblast' di Tambov), dove viene distaccato il tronco verso Adler. Da li prosegue verso Tambov, Rtiščevo e Saratov, dove si distacca dai convogli verso Astana e, dopo una sosta di circa 7 ore, prosegue per Ufa, attraverso la metropoli di Samara e altri centri tra cui Buguruslan.
- Berlino-Astana: questa tratta, identica alla Berlino-Ufa fino a Saratov, ha il record di essere quella con la maggiore durata temporale (4 giorni e mezzo) fra tutti i treni che percorrono i paesi UE, sebbene seconda alla Berlino-Novosibirsk. Dopo la lunga sosta a Saratov, prosegue entrando in territorio kazako a Oral, per poi rientrare in Russia e proseguire per Orenburg, Orsk e fare nuovamente dogana a Kartaly. Entrato in Kazakistan, dopo circa 14 ore, ne raggiunge la capitale Astana. Curiosamente, fra le fermate di questo treno, c'è anche quella di un anonimo punto di fermata (OP 216 km[13]), uno dei tanti tipici delle ferrovie russe, non lontano da Orsk.
- Berlino-Adler: questa tratta, identica alla Berlino-Ufa/Astana fino a Mičurinsk, prosegue verso sud seguendo la linea del Don verso Liski, Voronež, Rostov sul Don e Novočerkassk, per poi entrare nel kraj di Krasnodar a Krasnodar e giungere sul mar Nero a Tuapse, per giungere infine a Soči ed al vicino capolinea di Adler.